# T2K
T2K (ang. Tokai to Kamioka) – eksperyment z fizyki cząstek, badający oscylacje neutrin akceleratorowych. Eksperyment jest prowadzony w Japonii w ramach współpracy międzynarodowej około 500 fizyków i inżynierów z ponad 60 instytucji badawczych z kilkunastu krajów z Europy, Azji i Ameryki Północnej, jest uznanym eksperymentem CERN-owskim (RE13).
T2K był pierwszym eksperymentem, w którym zaobserwowano pojawienie się neutrin elektronowych w wiązce neutrin mionowych. Dostarczył również najlepszego na świecie pomiaru parametru oscylacyjnego θ23 oraz wskazania na znaczną asymetrię materii i antymaterii w oscylacjach neutrin. Pomiar asymetrii między oscylacjami neutrin a antyneutrin może przybliżyć nas do wyjaśnienia istnienia naszego zdominowanego przez materię Wszechświata.
Intensywna wiązka neutrin mionowych wytwarzana jest w ośrodku J-PARC (Japan Proton Accelerator Research Complex) w miejscowości Tōkai, w prefekturze Ibaraki na wschodnim wybrzeżu Japonii. Wiązka skierowana jest w stronę dalekiego detektora Super-Kamiokande znajdującego się w odległości 295 km w mieście Hida w prefekturze Gifu. Właściwości i skład strumienia neutrin mierzony jest najpierw za pomocą układu bliskich detektorów umieszczonych 280 m od miejsca wytwarzania wiązki na terenie ośrodka J-PARC, oraz w detektorze Super-Kamiokande. Porównanie zawartości neutrin poszczególnych zapachów w tych dwóch lokalizacjach pozwala na pomiar prawdopodobieństwa oscylacji na drodze między bliskim i dalekim detektorem. Super-Kamiokande umożliwia rejestrację oddziaływań zarówno neutrin mionowych, jak i elektronowych, a tym samym na pomiar zanikania strumienia neutrin mionowych, jak również pojawiania się neutrin elektronowych w wiązce.

## Program fizyczny
Eksperyment T2K został zaproponowany w 2003 roku, a celem jego działania były następujące pomiary:
- Odkrycie oscylacji νμ → νe, a tym samym potwierdzenie, że ostatni nieznany wtedy kąt mieszania θ13 ma niezerową wartość.
- Precyzyjny pomiar parametrów oscylacji Δm 223 i θ23 za pomocą analizy zanikania neutrin mionowych.
- Poszukiwanie oscylacji neutrin sterylnych, które byłyby widoczne jako deficyt oddziaływań neutrin przez prądy neutralne.
- Pomiary przekrojów czynnych dla poszczególnych typów oddziaływań różnych rodzajów neutrin i jąder tarczy w zakresie energii rzędu kilku GeV.

Od początku zbierania danych w 2010 r. eksperyment T2K dostarczył serię światowej klasy wyników fizycznych:
- Potwierdzenie pojawiania się neutrin elektronowych w wiązce neutrin mionowych (νμ → νe), co było pierwszym przypadkiem, gdy neutrina wyprodukowane w jednym stanie zapachowym zostały bezpośrednio zaobserwowane jako neutrina o innym zapachu[5][12].
- Najdokładniejszy na świecie pomiar parametru θ23[6].
- Pierwsze znaczące ograniczenie na wartość parametru δCP, odpowiedzialnego za asymetrię materia-antymateria w sektorze neutrin[8].
- Limity na wartości parametrów związane z oscylacjami neutrin sterylnych na podstawie analiz z użyciem bliskiego detektora ND280[13] i dalekiego detektora Super-Kamiokande[14].
- Różnorodne pomiary przekrojów czynnych na oddziaływania neutrin i antyneutrin elektronowych[15][16] i mionowych, w tym inkluzywne oddziaływania przez prądy naładowane (CC)[17], oddziaływania CC bez pionów[18][19][20] i z pojedynczym pionem[21] w stanie końcowym, koherentną produkcję pionów[22], oddziaływania przez prądy neutralne[23] itd. na różnych tarczach, takich jak węgiel, woda i żelazo[24].

Oczekuje się, że przyszła modernizacja eksperymentu T2K zapewni dalsze ograniczenie na wartość fazy δCP poprzez porównanie oscylacji neutrin z oscylacjami antyneutrin, a także bardziej precyzyjne pomiary parametrów Δm223 i θ23 oraz pomiary przekrojów czynnych, które poszerzą wiedzę na temat oddziaływań neutrin i dzięki temu umożliwią ulepszenie modeli teoretycznych stosowanych w generatorach neutrin.

## Wiązka neutrin

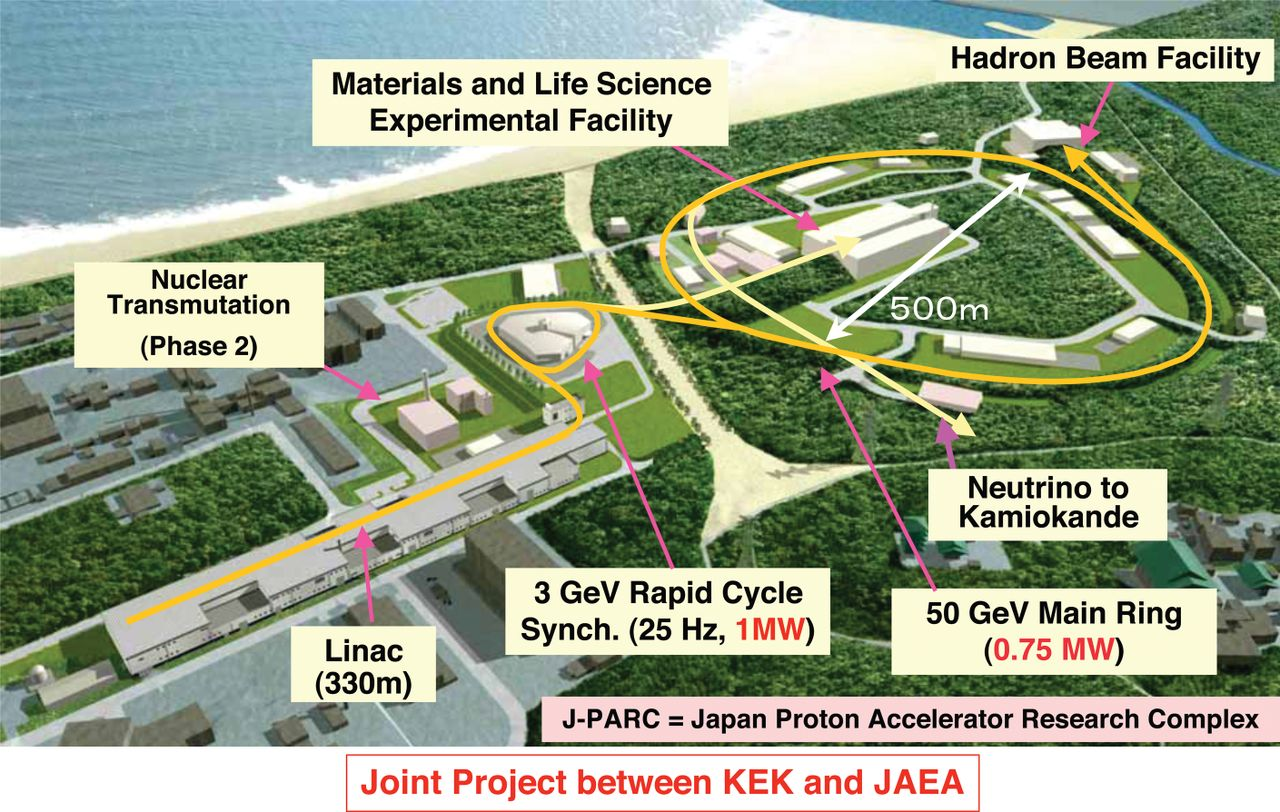
Ośrodek akceleratorowy J-PARC z lotu ptaka

Schemat produkcji wiązki neutrin mionowych

T2K wykorzystuje wiązkę neutrin lub antyneutrin mionowych wytwarzaną przy użyciu wiązki protonów, które są wcześniej przyspieszane do energii 30 GeV przez system trzech akceleratorów: najpierw do 400 MeV przez akcelerator liniowy Linac, następnie do 3 GeV przez synchrotron RCS (Rapid Cycle Synchrotron), a na koniec do 30 GeV przez synchrotron MR (Main Ring). Protony zderzają się z tarczą grafitową wytwarzając mezony, głównie piony i kaony, które są następnie skupiane przez układ trzech magnesów i kierowane do tunelu zwanego objętością rozpadu. W zależności od polaryzacji magnesów skupiane są cząsteczki dodatnie albo ujemne. Dodatnie piony i kaony rozpadają się głównie na μ+ i νμ tworząc wiązkę neutrin mionowych, natomiast ujemne piony i kaony rozpadają się głównie na μ− i νμ tworzące wiązkę antyneutrin mionowych. Pozostałe hadrony i naładowane leptony są zatrzymywane przez 75-tonowy blok grafitu (ang. beam dump) i w ziemi za nim, podczas gdy neutrina poruszają się w ziemi w kierunku dalekiego detektora.

### Wiązka pozaosiowa

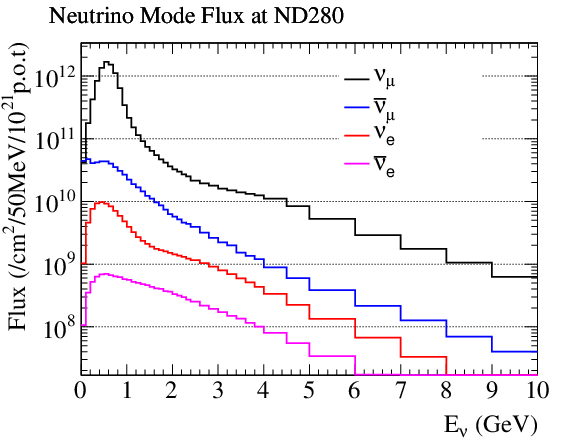
Przewidywany strumień neutrin w funkcji energii w detektorze ND280

T2K jest pierwszym eksperymentem, w którym zastosowano pozaosiową wiązkę neutrin. Wiązka neutrin w J-PARC została zaprojektowana w taki sposób, aby może było ją skierować o 2–3 stopnie od dalekiego detektora Super-Kamiokande i od jednego z bliskich detektorów – detektora ND280. Średnia energia neutrin zmniejsza się wraz z odchyleniem od osi wiązki. Kąt pozaosiowy został wybrany na 2,5°, aby zmaksymalizować prawdopodobieństwo oscylacji w odległości odpowiadającej dalekiemu detektorowi, które dla 295 km jest największe dla neutrin o energii około 600 MeV. W tym zakresie energii dominującym rodzajem oddziaływań neutrin są oddziaływania quasielastyczne z wymianą prądów naładowanych (ang. Charged Current Quasi-Elastic – CCQE), dla których możliwe jest wyznaczenie energii oddziałującego neutrina tylko na podstawie pędu i kierunku wytworzonego naładowanego leptonu. Wyższe energie neutrin są tłumione przez pozaosiową konfigurację, zmniejszając liczbę oddziaływań z produkcją mezonów, które są tłem w badaniu oscylacji w eksperymencie T2K.

## Bliskie detektory
W odległości 280 metrów od tarczy grafitowej znajduje się układ bliskich detektorów, którego celem jest pomiar strumienia neutrin przed oscylacjami oraz badanie oddziaływań neutrin. Układ składa się z trzech głównych detektorów:
- Detektora INGRID (ang. Interactive Neutrino GRID) położonego na osi wiązki neutrin.
- Detektora ND280 położonego 2,5° od osi wiązki, czyli pod takim samym kątem jak daleki detektor.
- Detektora WAGASCI-BabyMIND (WAter Grid SCIntillator Detector – prototype Magnetized Iron Neutrino Detector) – namagnesowanego detektora neutrin znajdującego się pod kątem 1,5° od osi wiązki neutrin, zbudowanego w celu zbadania zmian widma energii z kątem względem osi wiązki i przekrojów czynnych przy wyższej średniej energii neutrin[28][29].

### Odczyt sygnału

Zasada działania scyntylatora w bliskich detektorach eksperymentu T2K

Z wyjątkiem komór projekcji czasowej w ND280, cały materiał aktywny (czyli umożliwiający śledzenie torów cząstek) w wyżej wymienionych bliskich detektorach to scyntylator z tworzywa sztucznego. Światło wytwarzane przez cząstki przechodzące przez paski lub płyty scyntylatora jest zbierane przez włókna fluoroscecyjnych światłowodów WLS (ang. wavelenght shifting fibres) i rejestrowane przez fotopowielacze krzemowe MPPC (Multi-pixel photon counter) firmy Hamamatsu, umieszczone na jednym lub na obu końcach włókna. Paski scyntylatora są zorganizowane w warstwy, przy czym paski w dwóch sąsiednich warstwach są ułożone prostopadle do siebie, dostarczając w ten sposób trójwymiarowej informacji o torach przechodzących cząstek.

### Detektor INGRID
Głównym celem detektora INGRID jest codzienne monitorowanie kierunku i intensywności wiązki przez bezpośredni pomiar oddziaływań neutrin. Detektor INGRID składa się z 16 identycznych modułów ułożonych w kształt krzyża, po 7 w pionowym i poziomym ramieniu, oraz dwóch modułów poza krzyżem. Wysokość i szerokość ramion wynosi po 10 metrów. Pojedynczy moduł składa się z naprzemiennie ułożonych warstw żelaza i scyntylatora z tworzywa sztucznego. Dodatkowe 4 warstwy scyntylatora otaczają moduł po bokach w celu odróżnienia cząstek wchodzących z zewnątrz od tych wytworzonych w oddziaływaniach wewnątrz modułu. Całkowita masa żelaza w jednym module wynosi 7,1 tony i stanowi 96% masy modułu. Na osi wiązki neutrin, na środku krzyża między ramieniem pionowym a poziomym znajduje się dodatkowy moduł zbudowany tylko z warstw scyntylatora plastikowego (ang. Proton Module) o masie 0,55 tony. Jego celem jest rejestracja oddziaływań quasielastycznych i porównanie otrzymanych wyników z symulacjami Monte Carlo.

### Detektor ND280

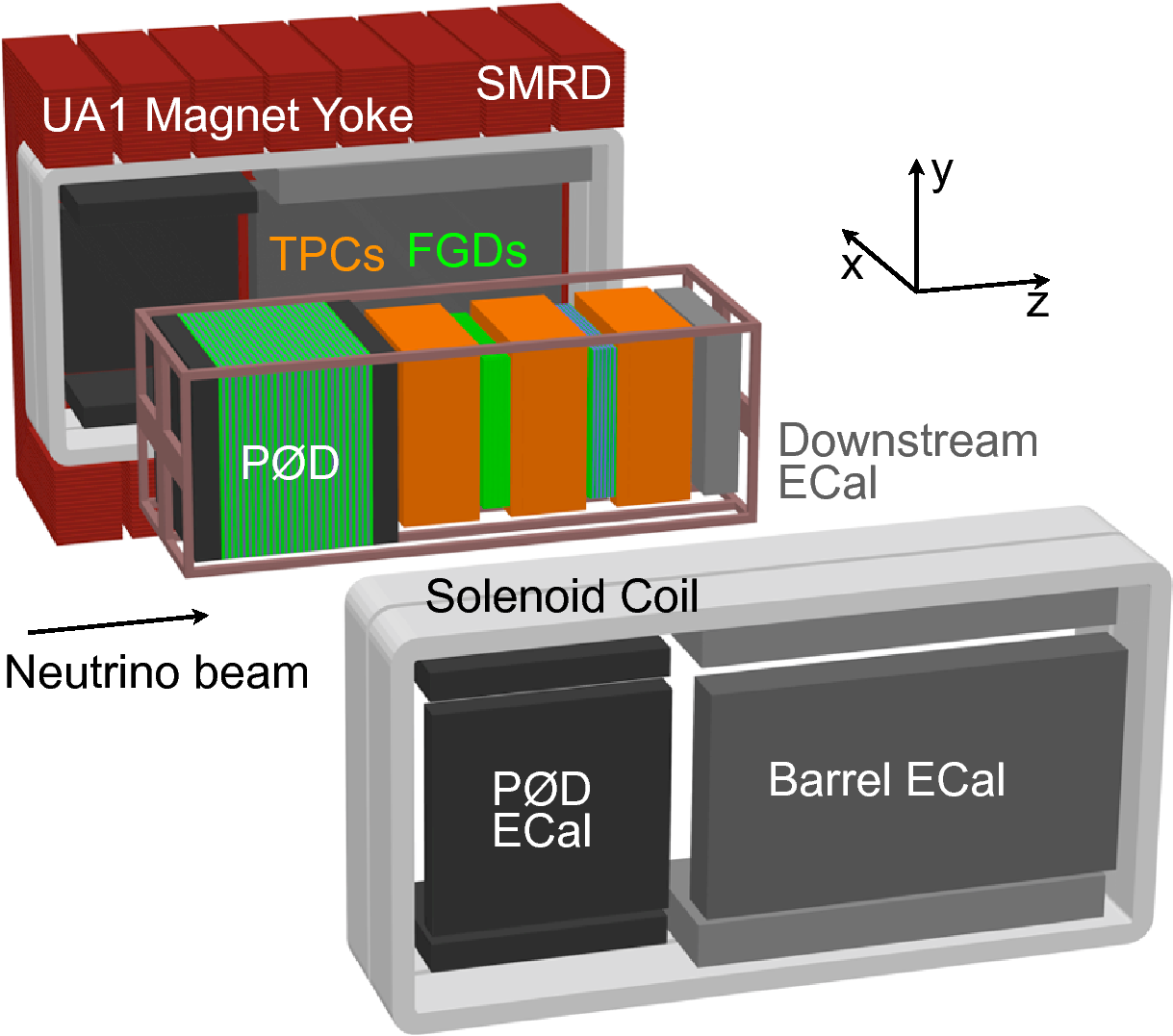
Rozstrzelony schemat detektora ND280

Detektor ND280 służy do pomiaru strumienia, spektrum energii i zanieczyszczenia wiązki neutrinami elektronowymi dla tego samego kąta od osi wiązki jak w dalekim detektorze. W ND280 badane są też różne typy oddziaływań neutrin i antyneutrin mionowych i elektronowych. Wszystko to pozwala oszacować oczekiwaną liczbę i typ oddziaływań w dalekim detektorze, zmniejszając błąd systematyczny w pomiarach oscylacji neutrin związany z modelowaniem oddziaływań i strumienia neutrin.
ND280 składa się z układu detektorów wewnętrznych: detektora Pi-Zero (P0D) oraz detektora śladowego złożonego z 2 detektorów FGD (ang. Fine-Grained Detectors) ułożonych na przemian z trzema komorami projekcji czasowej, które są umieszczone wewnątrz metalowej ramy (ang. basket). Rama jest otoczona kalorymetrem elektromagnetycznym i magnesem, pochodzącym z eksperymentu UA1, wytwarzającym jednorodne, poziome pole magnetyczne o indukcji 0,2 T. W szczeliny magnesu włożone zostały płyty scyntylatora stanowiące detektor SMRD (ang. Side Muon Range Detector).

#### Detektor Pi-Zero

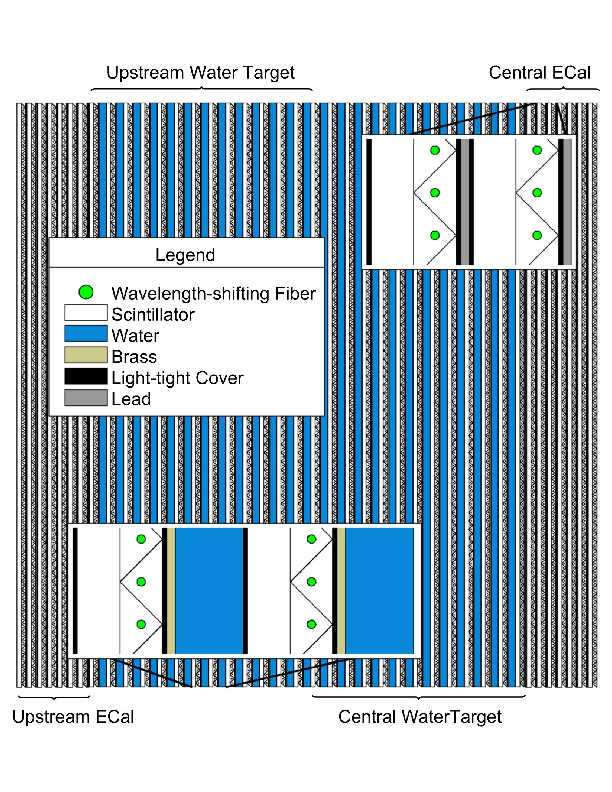
Schemat poddetektora Pi-Zero

Detektor Pi-Zero (P0D – ang. Pi-Zero Detector, π0 Detector) zbudowany jest z 40 modułów zawierającymi warstwy scyntylatora plastikowego, które w części środkowej ułożone są na przemian z pojemnikami napełnianymi wodą o grubości 2,8 cm i grubymi mosiężnymi blachami, a w dwóch obszarach zewnętrznych moduły scyntylatora przeplatane są z arkuszami ołowiu. Porównanie liczby oddziaływań między trybami pracy z i bez wody w pojemnikach, pozwala wyodrębnić liczbę oddziaływań neutrin zachodzących na wodzie – materiale, którym wypełniony jest daleki detektor Super-Kamiokande. Rozmiar całej aktywnej objętości detektora P0D wynosi około 2,1 m × 2,2 m × 2,4 m (X × Y × Z), a jej masa z wodą i bez wynosi odpowiednio 15,8 i 12,9 tony.
Głównym celem detektora P0D jest pomiar produkcji pionów neutralnych w oddziaływaniach neutrin przez prądy neutralne na wodzie:
νμ + N → νμ + N ’+ π0
Ta reakcja może imitować oddziaływania neutrin elektronowych w detektorze Super-Kamiokande, ponieważ fotony z rozpadu π0 mogą zostać błędnie zrekonstruowane jako elektron, a zatem jest to istotne tło w pomiarze pojawiania się neutrin elektronowych.

#### Komory projekcji czasowej TPC
Trzy komory projekcji czasowej (ang. Time Projection Chambers, TPC) są to gazoszczelne prostokątne pudła, z płaszczyzną katody pośrodku i modułami odczytu MicroMegas po obu stronach równolegle do katody. TPC są wypełnione gazem pod ciśnieniem atmosferycznym na bazie argonu. Naładowane cząstki przechodzące przez TPC jonizują gaz wzdłuż swojego toru. Elektrony jonizacji dryfują od katody w kierunku boków TPC, gdzie są rejestrowane przez moduły MicroMegas, dostarczając trójwymiarowy obraz toru przemieszczającej się naładowanej cząstki. Współrzędne Y i Z są oparte na pozycji zarejestrowanych elektronów jonizacji na modułach MicroMegas, a współrzędna X oparta jest na czasie dryfu elektronów. W polu magnetycznym krzywizna toru cząstki pozwala określić jej ładunek i pęd, a ilość elektronów jonizujących na jednostkę odległości służy do identyfikacji cząstek na podstawie wzoru Bethe-Blocha.

#### Detektory FGD
Dwa detektory FGD (ang. Fine-Grained Detectors) są umieszczone za pierwszym i za drugim TPC. Wszystkie FGD i TPC tworzą razem poddetektor śladowy detektora ND280. FGD tworzą aktywną tarczę dla oddziaływań neutrin i pozwalają na rekonstrukcję krótkich torów protonów odrzutu (protonów wyprodukowanych lub wybitych z jądra w wyniku oddziaływania neutrina). Pierwszy FGD składa się tylko z warstw scyntylatora, podczas gdy w drugim FGD warstwy scyntylatora ułożone są na przemian z warstwami wody. Dzięki takiej konfiguracji, można wyznaczyć przekroje czynne dla węgla i dla wody na podstawie porównania liczby oddziaływań neutrin w obu detektorach FGD. Pomiary takie są istotne ze względu na fakt, że Super-Kamiokande jest detektorem wodnym.

#### Kalorymetr elektromagnetyczny
Kalorymetr elektromagnetyczny (ang. Electromagnetic Calorimeter, ECal) otacza detektory wewnętrzne (P0D, TPC, FGD) i składa się z warstw scyntylatora ułożonych na przemian z warstwami ołowiu. Jego zadaniem jest rejestracja cząstek neutralnych, zwłaszcza fotonów, oraz pomiar ich energii i kierunku, a także rejestracja cząstek naładowanych i dostarczenie dodatkowych informacji pomocnych w ich identyfikacji.

#### Detektor SMRD
Detektor SMRD (ang. Side Muon Range Detector) składa się z modułów scyntylatora, które są umieszczone w szczelinach elektromagnesu. SMRD rejestruje miony wychodzące z wewnętrznych części detektora pod dużymi kątami w stosunku do kierunku wiązki. Pozostałe rodzaje cząstek (poza neutrinami) w znacznej części zatrzymują się w kalorymetrze. SMRD może także działać jako układ wyzwalający (ang. trigger) do rejestracji promieni kosmicznych, a także pomagać w identyfikacji oddziaływań neutrin z wiązki w ścianach budynku otaczających detektor oraz oddziaływań w samym magnesie.

### WAGASCI-Baby MIND

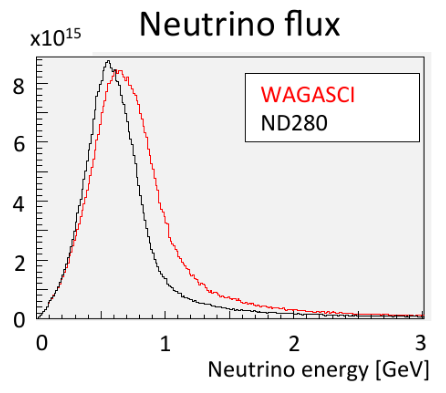
Przewidywany strumień neutrin w funkcji energii w detektorach WAGASCI-Baby MIND (czerwona linia) i ND280 (czarna linia).

WAGASCI-Baby MIND to nowy detektor umieszczony w pobliżu detektorów INGRID i ND280, służący badaniom oddziaływań neutrin. Dostarczył pierwszych danych z wiązki neutrin z użyciem kompletnego detektora podczas cyklu zbierania danych zimą 2019/2020.
WAGASCI-Baby MIND składa się z kilku poddetektorów:
- Dwa wodno-scyntylacyjne detektory (WAGASCI, ang. WAter-Grid-SCIntillator-Detector), które działają jako główne tarcze wodne i urządzenia do śledzenia cząstek. Struktura z pasków scyntylatora tworzy trójwymiarową kratkę z pustymi wnękami, które są wypełnione wodą. Dzięki takiej budowie uzyskano wysoki stosunek masy wody do scyntylatora (80% H2O + 20% CH) oraz wysoką i w przybliżeniu stałą efektywność rejestracji cząstek we wszystkich kierunkach (tzw. akceptancja kątowa)[28][29].
- Jeden detektor typu Proton Module, taki sam jak w detektorze INGRID, wykonany w całości ze pasków scyntylatora plastikowego (CH), który działa jednocześnie jako główna tarcza z CH, a także służy do śledzenia wyprodukowanych cząstek[28][29].
- Dwa detektory WallMRD (Wall Muon Range Detector), które są niemagnetycznymi spektrometrami do rejestracji mionów poruszających się na boki. Wykonane są z pasywnych płaszczyzn żelaza przedzielonych aktywnymi płaszczyznami scyntylatora[28][29].
- Jeden detektor Baby MIND (ang. prototype Magnetized Iron Neutrino Detector), który jest namagnesowanym spektrometrem do rejestracji mionów poruszających się do przodu (w kierunku zbliżonym do kierunku neutrin). Baby MIND ma oryginalną konfigurację modułów scyntylacyjnych ułożonych naprzemiennie z magnesowanymi modułami z ferrytu. Moduły można łatwo przestawiać, aby dostosować pole magnetyczne do konkretnych potrzeb eksperymentu. Pole magnetyczne produkowane jest tylko wewnątrz detektora Baby MIND, więc jest bardzo energooszczędne w porównaniu z magnesami, które magnesują również pustą przestrzeń wokół detektora, jak jest na przykład w detektorze ND280. Z drugiej strony pole magnetyczne nie jest jednorodne w objętości w której poruszają się miony, co stanowi wyzwanie przy rekonstrukcji ich pędu[28].

Cały materiał aktywny w detektorach jest wykonany z plastikowego scyntylatora i jest odczytywany zgodnie z opisem w rozdziale Odczyt sygnału.
Głównym celem detektora WAGASCI-Baby MIND jest zmniejszenie błędu systematycznego w analizie oscylacyjnej T2K, dzięki jego komplementarności względem detektora ND280:
- Różny materiał tarczy między detektorami ND280 (80% CH + 20% H2O) i SK (czysta woda) wymusza korzystanie z modeli oddziaływań w celu oszacowania przekroju czynnego na H2O na podstawie przekrojów czynnych wyznaczonych dla CH. Udział wody w modułach wodno-scyntylacyjnych WAGASCI wynosi aż 80%, umożliwiając pomiar stosunku przekrojów czynnych dla oddziaływań neutrin przez prądy naładowane między wodą (H2O) a plastikiem (CH) z dokładnością do 3%[28][29].
- Nowy detektor zapewni pomiary różnych kanałów oddziaływań neutrin przez prądy naładowane z wysoką dokładnością, niższym progiem na pęd cząstek i pełną akceptancją kątową. Ograniczy to niepewność modeli strumienia i przekrojów czynnych neutrin dla cząstek wytwarzanych pod dużym kątem. Zalety te ułatwią również rejestrację hadronów o niskim pędzie wytwarzanych podczas oddziaływań neutrina z parą związanych ze sobą nukleonów lub poprzez wtórne oddziaływania cząstek wytworzonych przez neutrino jeszcze wewnątrz jądra tarczy, a tym samym lepsze modelowanie takich oddziaływań w detektorze dalekim[28][29].
- Położenie w tej samej odległości 280 metrów od tarczy grafitowej jak detektory ND280 i INGRID, ale pod innym kątem od osi wiązki wynoszącym 1,5 stopnia, powoduje, że widmo energii wiązki neutrin osiągana maksimum dla różnych energii dla każdego z detektorów w zależności od ich kąta od osi wiązki. Kombinacja pomiarów z tych detektorów zapewni lepszą dokładność wyznaczenia przekrojów czynnych neutrin w funkcji ich energii[28][29].

## Detektor Super-Kamiokande

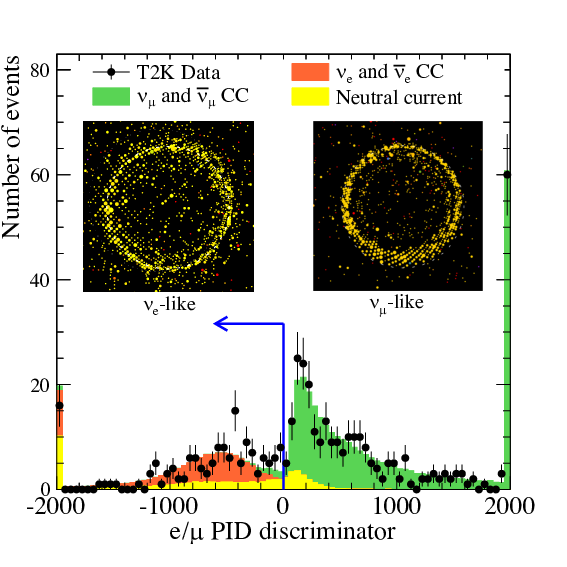
Rejestracja elektronów i mionów w detektorze Super-Kamiokande

Detektor Super-Kamiokande znajduje się 1000 m pod ziemią w kopalni Mozumi, pod szczytem góry Ikeno w części Kamioka miasta Hida. Jest to cylindryczny zbiornik ze stali nierdzewnej o wysokości i średnicy około 40 m, wypełniony 50 000 ton wody i wyposażony w około 13 000 fotopowielaczy (ang. PhotoMultiplier Tubes, PMT). Fotopowielacze rejestrują stożek światła Czerenkowa emitowany przez naładowane cząstki poruszające się w wodzie szybciej niż światło w tym ośrodku. Zadaniem detektora jest detekcja mionów i elektronów wytworzonych w oddziaływaniach quasi-elastycznych przez prądy naładowane (ang. Charged Current Quasi-Elastic, CCQE) przez odpowiednio νμ i νe. Ze względu na stosunkowo dużą masę, miony zwykle zachowują swój kierunek, przez co wytwarzają dobrze określony stożek światła Czerenkowa widziany przez PMT jako pierścień o wyraźnych krawędziach. W przeciwieństwie do niego elektrony, ze względu na mniejszą masę, są bardziej podatne na rozproszenie i prawie zawsze wytwarzają kaskadę elektromagnetyczną, widzianą przez PMT jako pierścień o rozmytych krawędziach. Energia neutrina jest wyznaczana na podstawie kierunku i energii naładowanego leptonu wyprodukowanego w oddziaływaniu CCQE. W ten sposób obliczane są widma energii νμ i νe, a przez to wyznaczane są parametry oscylacji rządzące zanikiem neutrin mionowych i pojawianiem się neutrin elektronowych.

## Historia
T2K jest następcą eksperymentu KEK to Kamioka (K2K), który trwał od 1999 do 2004 r. W eksperymencie K2K wytwarzano akceleratorową wiązkę neutrin mionowych w ośrodku KEK (ang. The High Energy Accelerator Research Organization, jp. Kō Enerugī Kasokuki Kenkyū Kikō) w Tsukubie (Japonia) w kierunku detektora Super-Kamiokande, położonego w odległości 250 km. Wyniki eksperymentu K2K potwierdziły zanik neutrin mionowych z poziomem ufności 99,9985% (4,3 σ) i były zgodne z wcześniejszymi pomiarami parametrów oscylacyjnych mierzonych detektorem Super-Kamiokande dla neutrin atmosferycznych.
Budowa linii wiązki neutrinowej dla eksperymentu T2K rozpoczęła się w 2004 r. i została pomyślnie oddana do użytku w 2009 r. Budowa całego detektora INGRID i większości detektora ND280 (bez części kalorymetru elektromagnetycznego) została zakończona w 2009 r. Brakująca część kalorymetru została zainstalowana jesienią 2010 r. Dalekim detektorem T2K jest detektor Super-Kamiokande, który działa od 1996 r. i bada czas życia protonów oraz oscylacje neutrin atmosferycznych, słonecznych i akceleratorowych.
Eksperyment T2K zaczął zbierać dane z wiązki neutrinowej do analizy fizycznej w styczniu 2010 r., początkowo z niekompletnym detektorem ND280, a od listopada 2010 r. z pełnym układem. Zbieranie danych zostało przerwane na rok przez wielkie trzęsienie ziemi w Tōhoku w marcu 2011 r. Moc wiązki protonów, a tym samym intensywność wiązki neutrin, stale rośnie, osiągając do lutego 2020 r. moc 515 kW. Do tego czasu całkowity zbiór danych T2K odpowiada dostarczeniu 3,64×1021 protonów na tarczę (POT – protons on target), z czego 55% z nich pochodzi z trybu neutrinowego, a 45% z trybu antyneutrinowego.

## Przyszłość eksperymentu
Oczekuje się, że eksperyment T2K będzie działał w obecnej formie do lata 2021 r., kiedy zostanie przeprowadzona istotna modernizacja linii wiązki neutrinowej i bliskiego detektora ND280. W latach 2022–2026 dane neutrinowe będą zbierane w ramach drugiej fazie eksperymentu T2K (T2K-II). W 2025 r. ma się rozpocząć eksperyment Hyper-Kamiokande (HK), będący następcą eksperymentu T2K, z nowym 250 000 tonowym wodnym detektorem Czerenkowa – detektorem Hyper-Kamiokande. W ramach eksperymentu HK rozważa się również budowę dodatkowego wodnego detektora Czerenkowa w odległości około 2 km od źródła wiązki.

### T2K-II
Oczekuje się, że faza II eksperymentu T2K rozpocznie się w 2022 r. i potrwa do 2025 r. lub 2026 r., po czym rozpocznie się eksperyment HK. Celami fizycznymi T2K-II jest pomiar parametrów oscylacyjnych θ23 i Δm223 z dokładnością odpowiednio 1,7° i 1%, a także potwierdzenie na poziomie 3 σ lub większym asymetrii między materią a antymaterią w sektorze neutrin w szerokim zakresie możliwych wartości δCP – parametru odpowiedzialnego za asymetrię CP (materia-antymateria). Osiągnięcie tych celów wymaga zmniejszenia błędów statystycznych i systematycznych, a zatem znacznej modernizacji linii wiązki i detektora ND280, a także ulepszeń w oprogramowaniu i metodach analizy danych.

#### Modernizacja wiązki
Plan ulepszenia wiązki wymaga rocznego wyłączenia głównego pierścienia akceleratora (MR, Main Ring) w J-PARC w 2021, a następnie ciągłego stopniowego zwiększania mocy wiązki protonów aż do rozpoczęcia eksperymentu HK. Moc wiązki powinna osiągnąć 700 kW w 2022, a następnie rosnąć do 1,3 MW w 2029 r.
W lutym 2020 moc wiązki protonów osiągnęła 515 kW przy 2,7×1014 protonów na impuls i po 2,48 sekundy odstępu między impulsami (tak zwany cykl powtarzania). Aby osiągnąć 750 kW, cykl powtarzania zostanie skrócony do 1,32 s przy 2,0×1014 protonów na impuls, podczas gdy dla 1,3 MW cykl powtarzania musi być dalej zmniejszony do 1,16 s, a liczba protonów na impuls musi wzrosnąć do 3,2×1014. Oprócz zwiększenia pierwotnej mocy wiązki protonów, prąd w magnesach skupiających cząstki wtórne (piony, kaony itd.) również zostanie zwiększony z 250 do 320 kA. Zwiększy to liczbę neutrin w wiązce w trybie neutrinowym oraz antyneutrin w wiązce w trybie antyneutrinowym o ok. 10% i zmniejszy liczbę neutrin z nieprawidłowym znakiem (tj. antyneutrin w neutrinowym trybie wiązki oraz neutrin w antyneutrinowym trybie wiązki) o około 5–10%.
Skrócenie cyklu powtarzania będzie wymagało dodatkowej modernizacji sprzętu, w tym modernizacji zasilania akceleratora MR i zasilania magnesów skupiających. Prace te zostaną wykonane podczas około rocznej przerwy w działaniu akceleratora w 2021 r. i mają zostać zakończone do marca 2022. Zwiększenie natężenia prądu w magnesach będzie wymagało użycia dodatkowego (trzeciego) zasilacza. Z kolei wyższa moc wiązki protonów wymaga zwiększenia wydajności chłodzenia drugorzędowych komponentów linii wiązki, takich jak tarcza grafitowa i magnesy, a także usuwania większej ilości napromieniowanej wody chłodzącej.

#### Modernizacja ND280

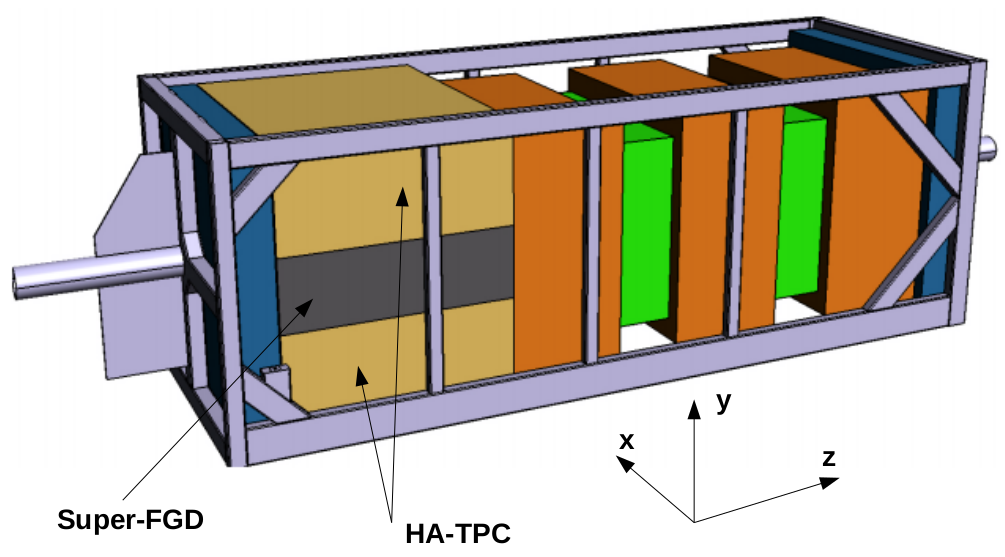
Schemat wewnętrznej części przyszłego zmodernizowanego detektora ND280

Obecna konstrukcja detektora ND280 jest zoptymalizowana do wykrywania i rekonstrukcji torów leptonów (mionów i elektronów), ale ma szereg ograniczeń, takich jak niska wydajność rekonstrukcji cząstek wytwarzanych prawie prostopadle i do tyłu względem kierunku oddziałującego neutrina, a także zbyt wysoki próg pędu, aby zrekonstruować dużą część wytworzonych pionów i wybitych z jądra nukleonów (protonów i neutronów). W oddziaływaniach quasi-elastycznych przez prądy naładowane (CCQE) – dominującym oddziaływaniu w detektorze ND280, zmierzony pęd i kierunek wytworzonego leptonu wystarczają do określenia energii przychodzącego neutrina. Jednak inne rodzaje oddziaływań neutrin, w których dodatkowe cząstki (piony, kaony, nukleony) nie zostały zrekonstruowane, mogą być fałszywie rozpoznane jako CCQE i wprowadzić błąd w zrekonstruowanym spektrum energii neutrin. Dlatego niezbędna jest optymalizacja detektora, aby był czuły na obecność dodatkowych cząstek i efekty jądrowe.
Aby rozwiązać te problemy, konieczne jest podjęcie następujących trzech głównych środków zaradczych:
- Detektor musi skutecznie wykrywać nukleony wyprodukowane lub wybite z jądra w wyniku oddziaływania neutrina. W tym celu należy obniżyć progi wykrywania cząstek.
- Tory o dużym kącie i do tyłu muszą być dobrze rekonstruowane. Uzyskuje się to poprzez zwiększenie akceptacji kątowej i wykorzystanie informacji o czasie rejestracji poszczególnych sygnałów.
- Wreszcie, całkowita objętość czynna (masa dostępna dla oddziaływania neutrin) detektora śladowego w ND280, charakteryzująca się lepszą zdolnością rekonstrukcji, musi zostać powiększona w celu zwiększenia częstości oddziaływania neutrin.

Modernizacja detektora ND280 spełnia te wymagania, zastępując część poddetektora P0D trzema rodzajami nowych poddetektorów. Obecny detektor śladowy ND280, składająca się z dwóch detektorów scyntylacyjnych (FGD) i trzech komór projekcji czasowej (TPC), zachowa swoją strukturę i będzie nadal rejestrował leptony poruszające się do przodu (w kierunku zbliżonym do pierwotnego neutrina) i hadrony o wysokim pędzie. Część zajmowana obecnie przez poddetektor P0D, zostanie zastąpiona trzema typami nowatorskich poddetektorów: trójwymiarowym drobnoziarnistych detektorem scyntylacyjnym (ang. Super Fine-Grained Detector, SuperFGD) służącym jako tarcza dla oddziaływań neutrin, dwoma nowymi poziomymi TPC (ang. High-Angle TPC, HATPC) powyżej i poniżej SuperFGD, oraz sześcioma detektorami czasu przelotu (ang. Time of Flight, TOF) otaczającymi nowy detektor śladowy.

##### SuperFGD
SuperFGD to detektor o wymiarach 2 m × 2 m × 0,5 m, składający się z około 2 milionów scyntylacyjnych kostek polistyrenowych. Każda kostka ma kształt sześcianu i objętość 1 cm³. Kostki zostaną połączone szeregiem włókien światłowodowych WLS, zaprojektowanych do rejestracji światła wytworzonego przez cząsteczki wytwarzane podczas oddziaływania neutrin. W przeciwieństwie do obecnych FGD, zarejestrowany sygnał w SuperFGD będzie rzutowany w trzech kierunkach, umożliwiając quasitrójwymiarowy odczyt. Ta konfiguracja zwiększa efektywność detekcji krótkich torów niemal równomiernie we wszystkich kierunkach. Ze względu na swoją geometrię i sprzężenie z TOF i HATPC, SuperFGD ma zdolność wykrywania szybkich neutronów, co może być przydatne w rekonstrukcji energii antyneutrin.

##### HATPC

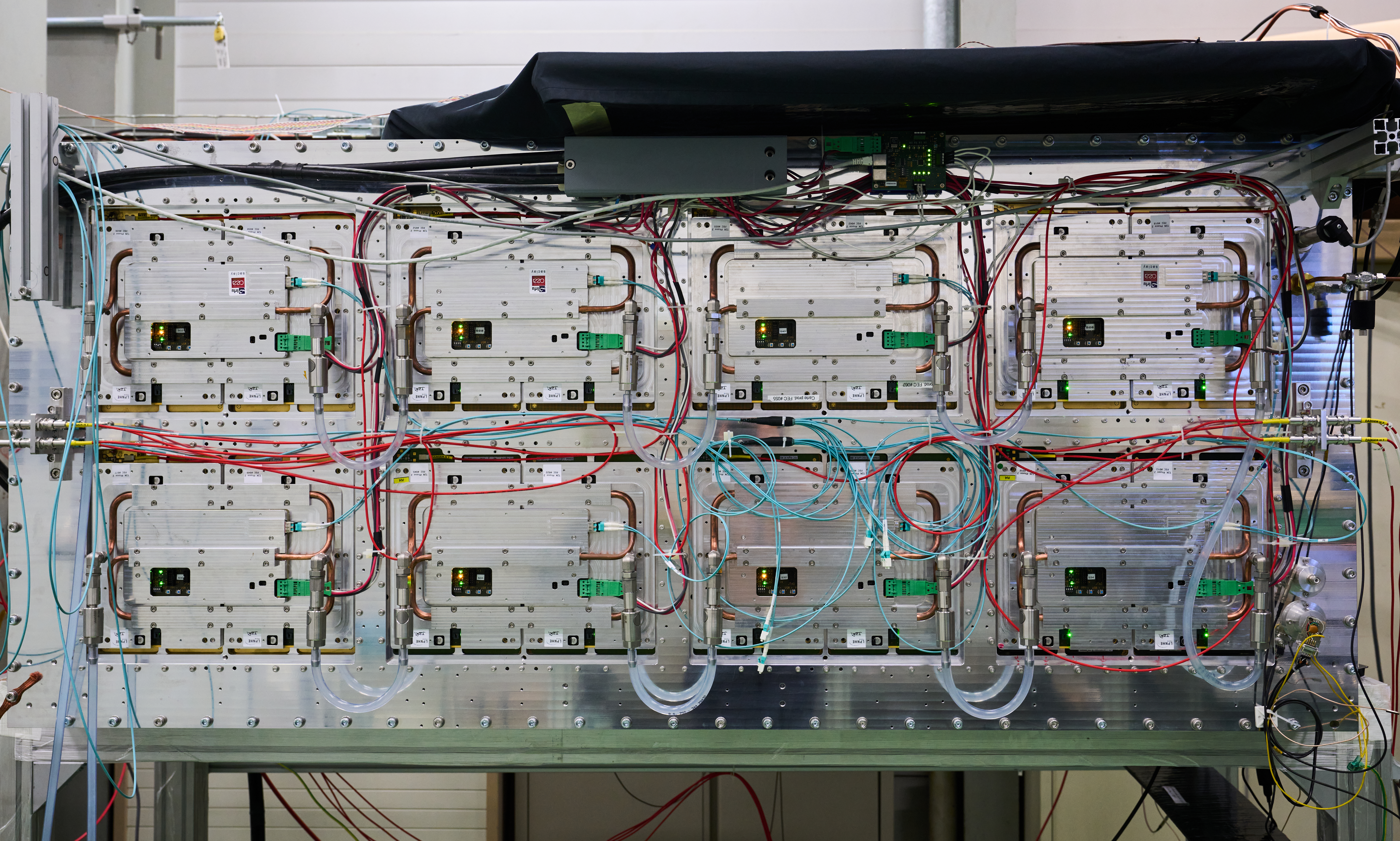
TPC dla modernizowanego detektora ND280

Komory projekcji czasowej dla cząstek produkowanych pod dużym kątem (ang. High Angle Time Projection Chamber, HATPC) otaczają SuperFGD w płaszczyźnie prostopadłej do wiązki neutrin. Ich konstrukcja jest podobna do istniejących TPC – w obu przypadkach wykorzystuje się technologię modułów MicroMegas do rekonstrukcji torów. Główną nowatorską cechą HATPC, oprócz ich położenia pod dużym kątem, jest zastosowanie rezystancyjnej technologii MicroMegas. Polega ona na zastosowaniu warstwy materiału rezystancyjnego, aby zwiększyć możliwości podziału ładunku w modułach MicroMegas. Zmniejsza to liczbę kanałów odczytu i pozwala na osiągnięcie równie dobrej rozdzielczości przestrzennej co w obecnych komorach TPC.

##### TOF
Sześć detektorów czasu przelotu (TOF) otaczających HATPC i SuperFGD to zestaw plastikowych warstw scyntylacyjnych, zaprojektowanych do identyfikacji kierunku propagacji cząstek poprzez pomiar czasu lotu z rozdzielczością rzędu 600 ps. W obecnym detektorze ND280 udowodniono, że zdolność do określenia kierunku toru jest kluczowa dla zmniejszenia tła generowanego poza wewnętrznymi poddetektorami.

##### Znaczenie dla badania oscylacji neutrin
Wpływ modernizacji ND280 na analizy danych w T2K jest dwojaki. Po pierwsze, wzrost statystyki dzięki 2-tonowemu SuperFGD pozwoli niemal podwoić ilość danych w niektórych próbkach. Po drugie, co istotniejsze, nowa konfiguracja pozwoli na lepsze wykrywanie dodatkowych cząstek w stanie końcowym: torów cząstek o dużym kącie dzięki zwiększonej akceptacji kątowej i cząstek o mniejszej energii z powodu niższych progów rejestracji. Te ulepszenia są konieczne, aby objąć przestrzeń fazową wyprodukowanych cząstek zbliżoną jak w dalekim detektorze (SK). Ponadto, dokładna rekonstrukcja cząstek w stanie końcowym umożliwia badanie efektów jądrowych, które są kluczowe dla efektów systematycznych w analizie oscylacyjnej. Jest to również ważny krok do dobrego rozróżniania, a następnie modelowania, poszczególnych typów oddziaływań neutrin.

### Eksperyment Hyper-Kamiokande
Następca eksperymentu T2K, eksperyment Hyper-Kamiokande (HK), będzie korzystał z modernizowanych obecnie: układu akceleratorów, linii wiązki neutrinowej oraz bliskich detektorów. Oprócz tego zostanie zbudowany nowy daleki detektor – Hyper-Kamiokande, a być może także nowy detektor pośredni. Część prac związana z modernizacją wiązki i detektora ND280 zostanie wykonana jeszcze przed rozpoczęciem fazy II eksperymentu T2K. Eksperyment HK ma rozpocząć się około roku 2027.